# Högskolan i Bergen
Högskolan i Bergen (Høgskolen i Bergen, HiB) var en högskola i Bergen, Norge, etablerad 1 augusti 1994. Skolan hade omkring 6 000 studenter och 600 anställda. Högskolan var en av Norges 25 statliga högskolor och var ett resultat av att sex statliga högskolor i Norge slogs samman som en del av högskolereformen år 1994. Högskolan i Bergen blev (tillsammans med Høgskulen i Sogn og Fjordane og Høgskolen Stord/Haugesund) en del av Högskolan på Vestlandet 1 januari 2017.
Den 1 januari 2005 blev den norska statens dykarskola överfört till Högskolan i Bergen.
Högskolan hade som mål att vara den viktigaste professionella högskolan på Vestlandet. Högskolan var lokaliserad på sex olika platser i Bergen, och det fanns planer på att samla ihop alla delar vid Kronstad.
Högskolan erbjöd fack- och professionsstudier inom hälsa- och socialfack, ingenjör- och ekonomisk-administrativ utbildning, musikutbildning och lärarutbildning. Dessa kunde tas i varierande längder från halvårsenheter till kandidatexamen, magisterexamen och enklare doktorgrader, samt en rad kurs-, efter- och vidareutbildningar.

## Avdelningar

### Hälsa- och socialfack
- Institut för ergoterapi
- Institut för hälsa- och socialforskning (HESOF)
- Institut för fysioterapi
- Institut för radiografi
- Institut för sjuksköterskeutbildning
- Institut för omsorg och socialt arbete
- Institut för vidareutbildning

### Ingenjörsutbildning
- Institut för bygg- och jordsskiftfack
- Institut för data- och realfack
- Institut för elektronikfack
- Institut för vattenkultur-, kemi- och bioingenjörfack
- Institut för maskin- och marinfack
- Institut för ekonomisk-administrativt fack

### Lärarutbildning
- Program för allmänlärarutbildning
- Program för förskolelärarutbildning
- Program för praktisk pedagogisk utbildning
- Program för masterstudier och forskning- och utvecklingsarbete